# Альберто Бралья
Альберто Бралья (італ. Alberto Braglia, 23 березня 1883 — 5 лютого 1954) — італійський гімнаст, олімпійський чемпіон, чемпіон світу в командній першості.
Спочатку Бралья брав участь в неофіційних Олімпійських іграх 1906 Афінах, на яких він двічі посів друге місце в першості на 5 і 6 снарядах. Однак ці медалі офіційно не зареєстровані Міжнародним олімпійським комітетом, так як змагання пройшли без його дозволу.
На Іграх 1908 в Лондоні Бралья брав участь в особистій першості. З результатом 317,00 він посів перше місце. На наступній Олімпіаді 1912 в Стокгольмі, на яких атлет був прапороносцем на церемонії відкриття, він захистив свій титул, набравши 135,00 очок. На цих же змаганнях Бралья увійшов до складу італійської збірної, яка перемогла в командній першості.
На літніх Олімпійських іграх 1932 року в Лос-Анджелесі Бралья вже виступав в ролі тренера національної збірної, яка перемогла в чотирьох дисциплінах, включаючи особисту і командну першість.